# 枫田镇
枫田镇是江西省安福县下辖的一个镇，是民盟领袖罗隆基的故乡。位于县城东部，距县城9公里，距吉安市46.5公里，是安福县工业园所在地。

## 行政区划
下辖以下地区：
大光山一井社区、大光山二井社区、枫田村、水西村、洋田村、车田村、曾石村、梅林村、松田村、高步村、岭下村、西园村、红园村、水车村、双园村、上田村、新屋场村、石岗村、社布村、扶田村、大田村、桐源村和东塘村。

## 名胜古迹
- 车田村罗隆基故居
- 笔架山

## 历史名人
罗隆基